# 约讷河畔利谢尔
約訥河畔利谢尔（法語：Lichères-sur-Yonne，法語發音：[liʃɛʁ syʁ jɔn]）是法国勃艮第-弗朗什-孔泰大区约讷省的一个市镇，属于阿瓦隆区。

## 地理
约讷河畔利谢尔（47°30'27"N, 3°35'30"E）面积14.31 平方千米，位于法国勃艮第-弗朗什-孔泰大區约讷省，该省份为法国中北部内陆省份，西接卢瓦雷省，西北接塞纳-马恩省，南至涅夫勒省，东临科多尔省，东北与奥布省接壤。
与约讷河畔利谢尔接壤的市镇（或旧市镇、城区）包括：克拉姆西、阿尔姆、多讷西、普索、阿涅尔苏布瓦、沙泰勒桑苏瓦尔、克兰、约讷河畔吕西。

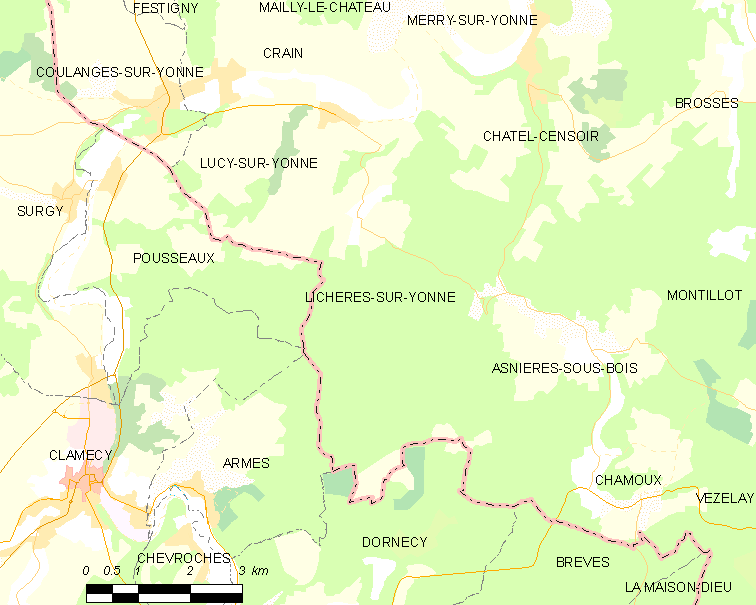
约讷河畔利谢尔的OSM定位图

约讷河畔利谢尔的时区为UTC+01:00、UTC+02:00（夏令时）。

## 行政
约讷河畔利谢尔的邮政编码为89660，INSEE市镇编码为89225。

## 政治
约讷河畔利谢尔所属的省级选区为茹拉维尔县。

## 人口

1962-2008年间约讷河畔利谢尔人口变化图示

约讷河畔利谢尔于2022年1月1日时的人口数量为41人。